# Lappia-talo
La Lappia-talo (finnois : Lappia-talo) est un théâtre et un centre de congrès situé à Rovaniemi en Finlande.

## Description
Le bâtiment conçu par Alvar Aalto est construit progressivement. 
La première partie, abritant entre-autres Yleisradio et l'institut de musique de Laponie, est prête en 1961. 
Le théâtre de Rovaniemi et la salle des congrès sont terminées en 1972 et 1975.
Le bâtiment fait partie du centre administratif et culturel dont font partie aussi la bibliothèque municipale de Rovaniemi (1965) et l'hôtel de ville de Rovaniemi (1988).
La direction des musées de Finlande a classé l'ensemble parmi les sites culturels construits d'intérêt national.
La Lappia-talo a 3 salles: la salle Kero de 110 places, la salle Saivo de 300 places et la salle Tieva de  419 places.
Le bâtiment abrite aussi le Théâtre de Rovaniemi.